# Jerzy Wcisła
Jerzy Wcisła (ur. 9 listopada 1958 w Grodzicznie) – polski dziennikarz, polityk, urzędnik i samorządowiec, senator IX, X i XI kadencji (od 2015).

## Życiorys
Ukończył technikum samochodowe w Gdańsku (1979), a w 1992 studia z zakresu katolickiej nauki społecznej w Gdańskim Instytucie Teologicznym (filii Katolickiego Uniwersytetu Lubelskiego). Został także absolwentem politologii na Wydziale Nauk Społecznych Akademii Humanistyczno-Ekonomicznej w Łodzi.
W latach 1979–1991 był zatrudniony na różnych stanowiskach w Spółdzielni Transportu Samochodowego w Nowym Dworze Gdańskim. Później związany z prasą lokalną jako redaktor naczelny „Gazety Żuławskiej” i „Gazety Elbląskiej”. Później kierował biurem poselskim Stanisława Gorczycy, a w 2006 objął stanowisko dyrektora Biura Regionalnego Urzędu Marszałkowskiego Województwa Warmińsko-Mazurskiego w Elblągu.
Działacz różnych organizacji pozarządowych, takich jak Stowarzyszenie Miłośników Żuław „Klub Nowodworski”, Forum Inicjatyw Żuławskich, Stowarzyszenie Bursztynowe Wybrzeże czy Lokalna Organizacja Turystyczna „Kraina Zalewu Wiślanego”, w której objął funkcję prezesa. Był również inicjatorem utworzenia Muzeum Żuławskiego. Zaangażował się w działalność polityczną w ramach Platformy Obywatelskiej, stanął na czele miejskich struktur tej partii. W latach 2010–2013 oraz 2014–2015 zasiadał w radzie miejskiej Elbląga, był m.in. jej przewodniczącym od 2010 do 2013.
W wyborach parlamentarnych w 2015 z ramienia PO został wybrany do Senatu IX kadencji w okręgu wyborczym nr 84. Otrzymał 43 368 głosów (41,37%), pokonując Sławomira Sadowskiego z PiS (36,23%) i niezależnego Jana Bobka (22,40%). W wyborach w 2019 i 2023 z powodzeniem ubiegał się o senacką reelekcję, zdobywając odpowiednio 57 022 głosy (44,62%) oraz 86 158 głosów (57,04%).

## Wyniki w wyborach ogólnopolskich
| Wybory | Komitet wyborczy  | Komitet wyborczy      | Organ             | Okręg | Wynik           |
| ------ | ----------------- | --------------------- | ----------------- | ----- | --------------- |
| 2015   |                   | Platforma Obywatelska | Senat IX kadencji | nr 84 | 43 368 (41,37%) |
| 2019   |                   | Koalicja Obywatelska  | Senat X kadencji  | nr 84 | 57 022 (44,62%) |
| 2023   | Senat XI kadencji | Koalicja Obywatelska  | 86 158 (57,04%)   | nr 84 |                 |

## Wyróżnienia
W 2015 został wyróżniony Krzyżem „Pro Mari Nostro”.

## Życie prywatne
Syn Mieczysława i Honoraty. Żonaty z Dorotą, ma dwoje dzieci.